# Han Song-hee
Han Songhee (nascida em 8 de maio de 1983) é uma ex-ciclista olímpica sul-coreana. Song-hee representou sua nação nos Jogos Olímpicos de Verão de 2004 na prova de corrida em estrada, em Atenas.